# Phaedra (Racine)
Phaedra (franciául Phédre) Jean Racine drámája; a Bourgogne-palotában mutatták be 1677. január 1-jén.
Jean Racine drámái közül a legkiemelkedőbb, a modern lélektani drámák előzménye. A tragikus küzdelem nem annyira Phaedra és Hippolytos közt zajlik, hanem Phaedra önnön lelkében, aki saját szerelmi szenvedélyét bűnösnek ítéli, s próbál küzdeni ellene. A mai napig a Phaedra Racine legtöbbet játszott drámája. (E dráma értékeit lassan ismerte fel a korabeli közönség, Racine e drámáját az első előadások alatt gyakran kifütyülték. Ugyanekkor a janzenisták számára a Phaedra lett Racine első elismert, általuk is nagyrabecsült drámája.)

## A dráma létrejöttének előzményei
A Phaedra megírásánál elsősorban Euripidész Hippolütosza volt Racine segítségére, de ifjabb Seneca, Plutarkhosz vonatkozó munkáira és Pauszaniasz Periégétész Attikájára is támaszkodott. A Phaedra a világban való élet illúzióiról és ezen illuziók elenyészéséről szól. A darab megmutatja, hogy a természetes ösztönök és a társadalmi elvárások teljesen ellentétbe kerülhetnek. Phaedra Minósz és Parisaphaé leánya. Apjától a világos és igazságos ítélkezést örökölte, anyjától, aki még egy bikával is képes volt fajtalankodni, a végzetes szerelmi szenvedélyre való hajlandóságot. Maga a természet, Phaedra jelleme mintegy provokálja a tragikus végkifejletet.

## Szereplők
- Theseus, Aigeus fia, Athen királya
- Phaedra, Theseus felesége, Minos és Pasiphae lánya
- Hippolytos, Antiope amazon királynő és Theseus fia
- Aricia, athéni királyi hercegnő
- Oinone, Phaedra dajkája és bizalmasa
- Theraménes, Hippolytos nevelője
- Ismené, Aricia bizalmasa
- Panopé, Phaedra udvarhölgye
- Őrök

## Szín
Troizén, a Peloponnészosz egyik városa

## A drámai cselekmény és a végkifejlet
Phaedra, Theseus felesége beleszeret mostohafiába, Hippolytosba. Hippolytos azonban nem érez szerelmet Phaedra iránt, mivel már Ariciát, az athéni királyi hercegnőt szereti, kinek meg is vallotta érzelmeit, annak ellenére, hogy atyja, Theseus tiltotta fia közeledését Aricia hercegnőhöz. Phaedra erről mit sem sejt, úgy gondolja, Hippolytos szíve szabad. Troizonba a távolban levő Theseus halálhíre érkezik, Phaedra erre felbátorodik, a király tónjának utódlása ürügyén beszél a fiatalemberrel, s megvallja szerelmét Hippolytosnak. Hippolytos visszautasítja Phaedra szerelmét, mielőbb menekül Phaedra színe elől, erre Phaedra haragot, gyűlöletet és féltékenységet érez Hippolytos iránt, kétségbeesésében azt kéri az ifjútól, hogy ölje meg kardjával, az ifjú ezt nem teszi, de Phaedra elkéri a kardot. Közben híre jön annak, hogy Theseus nem halt meg, halálhíre félreértés volt, nagyon is él, s haza felé tart. Az érkező Theseusnak Phaedra dajkája, Oinone, hogy úrnőjét mentse, azt a mesét találja ki, hogy Theseus fia, Hippolytos szerelmi hevében, mivel Phaedra ellent állt érzelmeinek, meg akarta ölni, erre bizonyíték a Phaedra kezében levő kard. Theseus számára minden világos, feleségét ártatlannak találja, kérdőre vonja fiát, de annak egy szavát sem hiszi el. Hippolytos Aricia hercegnő iránti szerelmét hangsúlyozza, nem tesz terhelő vallomást Phaedrára (s egyben apja ágyára). Theseus haragja fékezhetetlen, megátkozza fiát, aki az átoktól sújtva kocsiján való menekülés közben halálos balesetet szenved. Az események gyors lefolyása, Hippolytos ártatlan halála nagy lelkiismereti vívódást okoz Phaedrának, a rossz tanácsadó dajkáját is a halálba kergeti, maga pedig öngyilkos lesz méreg által, haldoklása közben még bevallja férjének az igazságot, saját önző és bűnös szerelmét Hippolytos iránt:

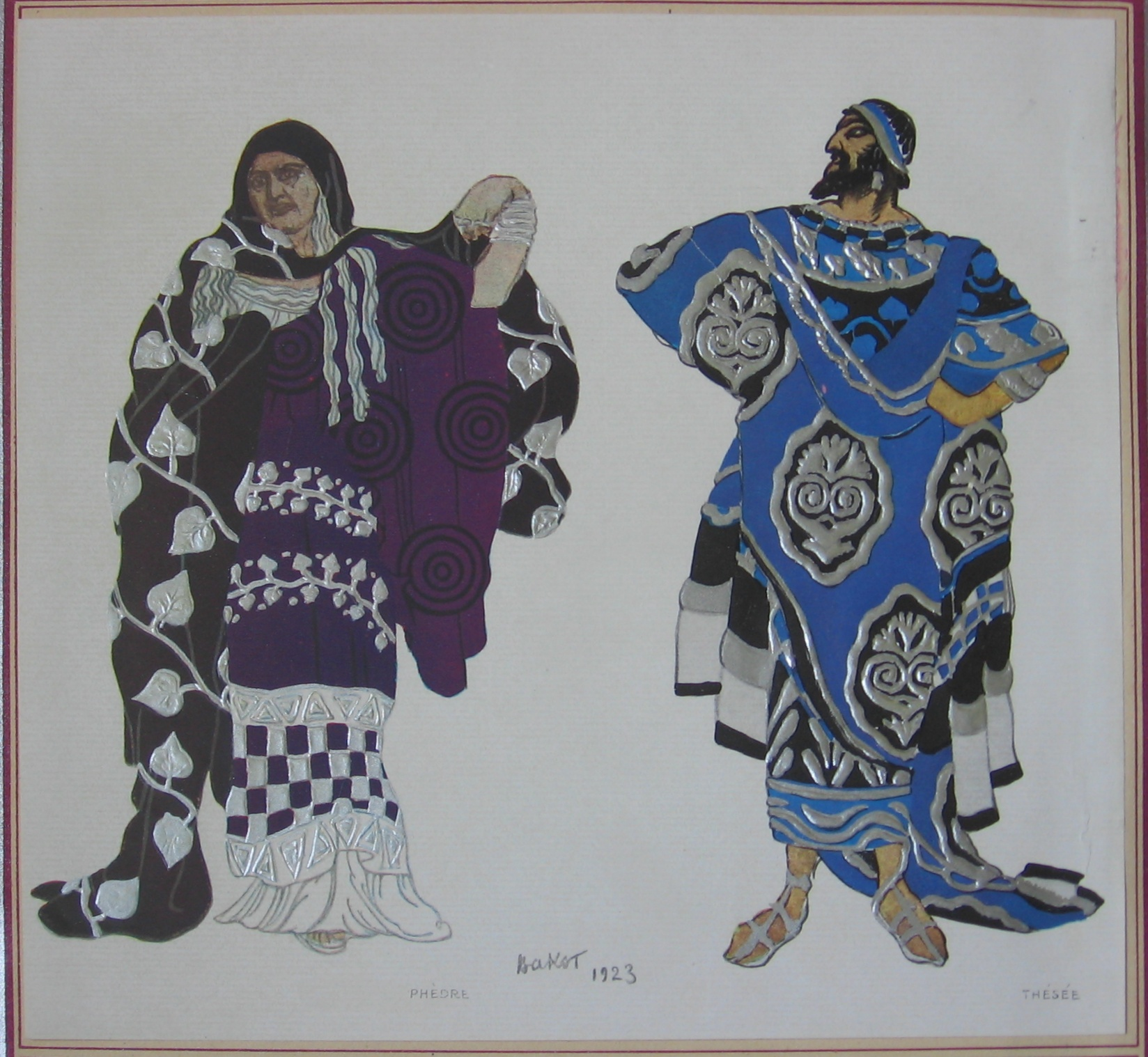
Phaedra és Theseus
Leon Szamojlovics Bakszt illusztrációja (1927)

„Drága már az időm, Theseus, rámfigyelj most.
Én merészeltem, én, vérfertőző szemet
Vetni fiadra, kit gáncs nem illethetett.
Az ég vetette el szívemben ezt a lángot....
Ezért feltárva most, mi szívemben lakik,
Keservesebb utat járok halálomig.
Már árad szét kigyúlt ereimben a méreg,
Melyet még Médea hozott hajdan Athénnek.
Bujkáló mételye már szívemig hatott
S e múló szívre küld sosem-ismert fagyot.
Már csak így láthatom, gomolygó ködhomályban
Az eget s uramat, akiket meggyaláztam;
S a halál, mely szemem fényétől meglopott,
Új fényre hívja majd a bemocskolt napot.”
A családból már csak Theseus fiatalabb fia és Aricia maradt, Aricia hercegnőt Hippolytos utolsó kívánságának megfelelően pártfogása alá veszi Theseus.